# 전영수 (축구인)
전영수(1963년 2월 19일)은 대한민국의 전 프로축구 선수이다. K리그의 현대 호랑이 (현 울산 현대 축구단), 유공 코끼리 (현 제주 유나이티드 FC)에서 선수로 활동하였으며 1986년 프로축구선수권대회에서 도움상을 수상하였다. K리그 통산(정규리그와 리그컵 포함) 43경기 출장, 3득점, 9도움의 기록을 남겼다.